# Laznica (Maribor)
Laznica is een plaats in Slovenië die deel uitmaakt van de Sloveense gemeente Maribor in de NUTS-3-regio Podravska. De plaats telde 306 inwoners op 1 januari 2020.